# ダンシング・ジャンク
「ダンシング・ジャンク」は、SUPER MONKEY'S 4の2ndシングル。SUPER MONKEY'S 4名義では1stシングルとなっている。

## 概要
- 前年末にメンバーの牧野アンナが脱退し、グループ名も新たに"SUPER MONKEY'S 4"となってのリリースとなった。
- 現在も放送中のNHKテレビアニメ『忍たま乱太郎』の第一期エンディングテーマとなり、カップリングの「レインボー・ムーン」も同番組の挿入歌に起用された。また、カップリングは安室奈美恵初のソロ楽曲となっている。
- 振付も前作よりも激しいものとなっており、ブレイク後のライブツアーでも披露されていた[1]。

## 収録曲
全作詞：売野雅勇 全作曲・全編曲：馬飼野康二
1. ダンシング・ジャンク / SUPER MONKEY'S 4（4分38秒）
2. レインボー・ムーン / 安室奈美恵（4分18秒）
3. ダンシング・ジャンク (オリジナルカラオケ) （4分38秒）
4. レインボー・ムーン（オリジナルカラオケ）（4分15秒）

## タイアップ
- ダンシング・ジャンク
  - NHKテレビアニメ『忍たま乱太郎』第1期エンディングテーマ
- レインボー・ムーン
  - 同番組挿入歌
  - 歌唱入りは第1期のみの使用だが、インストゥルメンタル版は現在もBGMとして使用されている。

## 収録作品
| 規格                    | タイトル                                                  | 種類                    | 備考                                                                        |
| 1. ダンシング・ジャンク | 1. ダンシング・ジャンク                                   | 1. ダンシング・ジャンク | 1. ダンシング・ジャンク                                                     |
| ----------------------- | --------------------------------------------------------- | ----------------------- | --------------------------------------------------------------------------- |
| CD                      | DANCE TRACKS VOL.1                                        | オリジナルアルバム      | - 「DANCING JUNK」と題して表記 ※ GROOVY MIX (リミックスバージョン) で収録。 |
| CD                      | ORIGINAL TRACKS VOL.1                                     | ベストアルバム          | 項目参照                                                                    |
| 映像作品                | AMURO NAMIE FIRST ANNIVERSARY 1996 LIVE AT MARINE STADIUM | ライヴ映像              | 項目参照                                                                    |
| 1. レインボー・ムーン   |                                                           |                         |                                                                             |
| CD                      | ORIGINAL TRACKS VOL.1                                     | ベストアルバム          | 項目参照                                                                    |

## カバー
- 忍ジャーズ - 『忍たま乱太郎 オリジナルサウンドトラック』（1993年）、『忍たま乱太郎 忍たまファミリー大集合』（1996年）
- SPLASH - 『忍たまスーパーベストテーマ集』（1999年）
- オリジナル版及び「レインボー・ムーン」は「忍たま乱太郎」関連のCDアルバムには収録されたことがない(2024年現在)。

1. ↑  1995年10月16日リリースの1stアルバム『DANCE TRACKS VOL.1』にて。